# Giorgio Ferrara
Pour les articles homonymes, voir Ferrara.
Giorgio Ferrara (né le 19 janvier 1947 à Rome et mort dans la même ville le 18 mai 2023) est un réalisateur et metteur en scène italien.

## Biographie
Giorgio Ferrara étudie à l'Académie nationale d'art dramatique de Rome, et commence sa carrière au théâtre en tant qu'assistant de Luca Ronconi. Il est également assistant de Luchino Visconti pour le film Ludwig ou le Crépuscule des dieux.
Il est nommé en 2003 directeur de l’Institut culturel italien de Paris.

## Théâtre
- Roma 335 de Carlo Bernari
- Trovarsi de Luigi Pirandello
- Signorina Giulia d’August Strindberg
- L’inserzione de Natalia Ginzburg - Prix de la Société des Auteurs et Compositeurs Dramatiques pour la meilleure mise en scène d’une œuvre italienne contemporaine[2]

## Filmographie
- 1976 : Un cœur simple (Un cuore simplice)
- 1984 : L'addio a Enrico Berlinguer
- 1991 : Le Diable à quatre (Caccia alla vedova)
- 1998 : Avvocati
- 2003 : Tosca e altre due (it)

## Distinctions
- 1977 : Ruban d'argent du meilleur nouveau réalisateur pour Un cuore simplice